# Manel Mayoral
Manel Mayoral (Verdú, 1944) és un galerista i promotor cultural català.

## Biografia
Mayoral és un galerista i col·leccionista que comença a dedicar-se al món de les antiguitats i de l'art a Tarragona el 1979, ciutat a la qual es trasllada a l'edat de trenta-cinc anys procedent de Tàrrega. A Tarragona obre al carrer de Santa Anna un local destinat a la venda d'antiguitats i, posteriorment, a exposicions de pintura.
El 1987 va a viure a Barcelona, i un parell d'anys més tard inaugura la Galeria Mayoral, al carrer de Consell de Cent, on organitza exposicions vinculades a Miró, Picasso, Dalí, Chillida i Calder. La galeria participa en fires internacionals com ara Art Basel, Art Basel Miami, Art Basel Hong Kong, TEFAF Maastricht o ARCO Madrid. A més de les exposicions organitzades a la seva galeria de Barcelona, ha col·laborat en l'organització d'exposicions per a diverses entitats, com ara la Caixa Penedés o la Caixa de Tarragona.
Paral·lelament, dona una projecció més àmplia a les seves col·leccions, destacant-ne la de futbol. Així, el 1999 impulsa la creació a Verdú del Museu de Joguets i Autòmats que obre les portes l'any 2004. Anys més tard, el 2014 es consolida la transformació de l'edifici de Verdú en un Espai d'Art, on hi destaca l'activitat Miró a taula. L’any 2013, el museu va cessar la seva activitat com a espai expositiu i, el 2019, l’edifici va ser cedit per la família Mayoral a l’Associació Alba, una entitat d’economia social amb seu a Tàrrega. L’objectiu de la cessió fou transformar-lo en un centre d’art i dinamització comunitària, amb tallers artístics i activitats socials.
L'any 2014 Manel Mayoral es va jubilar i va passar el relleu als seus fills Jordi i Eduard Mayoral.